# Mosteiro (Bóveda)
San Paio de Mosteiro és una parròquia i localitat del municipi gallec de Bóveda, a la província de Lugo. Limita amb les parròquies de Guntín al nord, Ribas Pequenas i Piño al sud, Freituxe a l'est i Ver a l'oest.
El seu nom (Mosteiro significa "monestir" en gallec) prové probablement d'un antic monestir benedictí. La seva església parroquial data del segle xvii.
L'any 2008 tenia una població de 7 habitants agrupats en una única entitat de població.